# Závozník
Závozník je osoba provádějící nakládku zboží do nákladního automobilu a rovněž jeho vykládku, popřípadě další pomocné činnosti, například zajišťuje řidiči bezpečné couvání. Tato profese nevyžaduje žádné specifické vzdělání. V Československu závozníci po sametové revoluci téměř vymizeli a tuto činnost vykonává sám řidič.
Mezi známé závozníky patří Otík (János Bán) z komedie Vesničko má středisková.